# Bafulabé (círculo)
O círculo de Bafulabé (Circle de Bafoulabé) é uma subdivisão administrativa de segundo nível (ver círculos do Mali) da região de Kayes, no Mali Ocidental. Sua capital é a comuna de Bafulabé.
Contém os seguintes comunas rurais e urbanas:
- Bafoulabé
- Bamafele
- Diakon
- Diallan
- Diokeli
- Gounfan
- Kontela
- Koundian
- Niambia
- Oualia
- Sidibela
- Tomora